# Jewgienij Wachtangow
Jewgienij Bagrationowicz Wachtangow (ros. Евгений Багратионович Вахтангов; ur. 1 lutego?/13 lutego 1883 we Władykaukazie, zm. 29 maja 1922) – rosyjski aktor i reżyser teatralny pochodzenia armeńskiego.

## Życiorys
Był związany z Rosyjską Akademią Sztuki Teatralnej w Moskwie i założycielem teatru studyjnego na Arbacie, który po jego śmierci nazwano Teatrem im. Wachtangowa. Współpracował z Moskiewskim Akademickim Teatrem Artystycznym. Był jednym z najsłynniejszych uczniów Konstantego Stanisławskiego i mentorem Michaiła Czechowa.
Inspirował się stylem Meyerholda, łącząc go z wpływami metody Stanisławskiego i Leopolda Sulerżyckiego. W swoich spektaklach wykorzystywał maski, muzykę, taniec, abstrakcyjne kostiumy i awangardowe dekoracje.
Wyreżyserował m.in. Turandot Carlo Gozziego (Teatr Wachtangowa) i Dybuka z grupą Habima.
Zmarł na gruźlicę.

## Wybrana filmografia
- 1915: Świerszcz za kominem
- 1918: Chleb